# Milan Chovanec

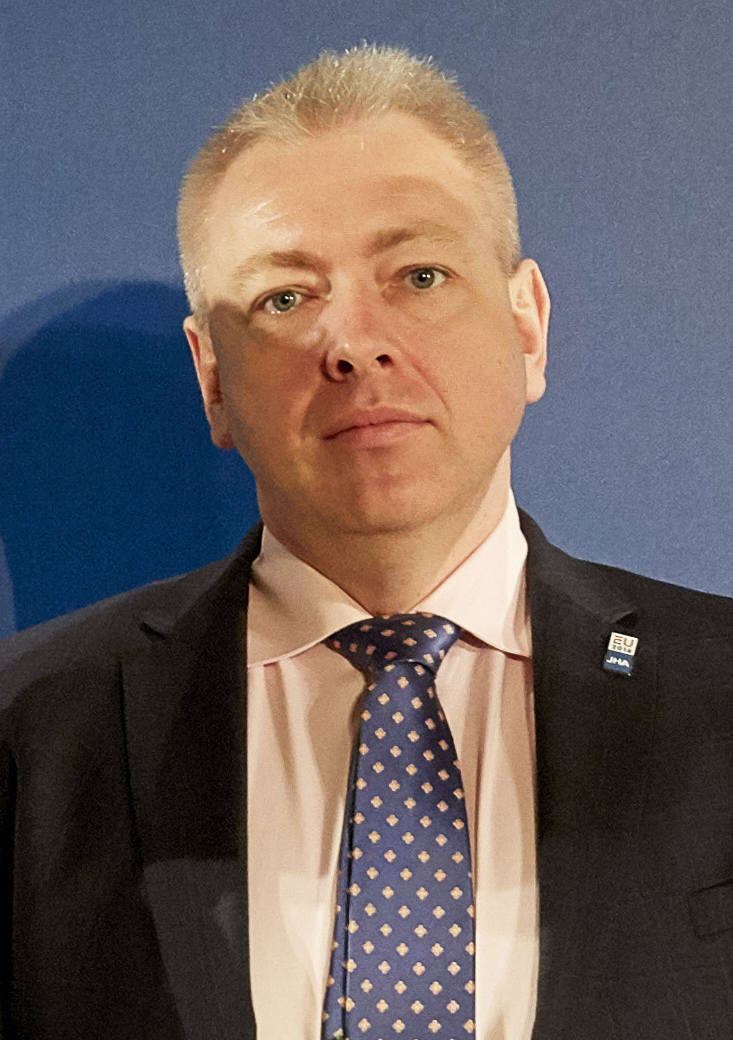
Milan Chovanec (2016)

Milan Chovanec (* 31. Januar 1970 in Pilsen) ist ein tschechischer Politiker der sozialdemokratischen Partei ČSSD und war von Januar 2014 bis Dezember 2017 Innenminister in der Regierung Bohuslav Sobotka.

## Politische Tätigkeit
Chovanec studierte an der Westböhmischen Universität in Pilsen. Er ist seit 1997 Mitglied der ČSSD. Von 2002 bis 2010 saß er im Pilsener Stadtrat. Nachdem er zuvor bereits das Amt des Stellvertreters innegehabt hatte, war Chovanec von September 2010 bis Januar 2014 Landeshauptmann (krajský hejtman) der Region Pilsen. Im Oktober 2013 wurde er als Mitglied des Abgeordnetenhauses angelobt. Ab 2013 war Chovanec außerdem stellvertretender Parteivorsitzender. Seit dem Rücktritt von Bohuslav Sobotka am 14. Juni 2017 amtierte er als kommissarischer Parteivorsitzender. Bei der Neuwahl zum Vorsitz der Partei am 18. Februar 2018 bewarb er sich zwar um den Vorsitz, unterlag aber dem ehemaligen Parlamentspräsidenten Jan Hamáček. In Folge der Regierungsbildung nach den Abgeordnetenhauswahlen 2017 schied er auch aus dem Kabinett aus und blieb aber dem Parlament bis 2019 als einfacher Abgeordneter an.